# Agromyza kolobowai
Agromyza kolobowai är en tvåvingeart som beskrevs av Friedrich Georg Hendel 1931. Agromyza kolobowai ingår i släktet Agromyza och familjen minerarflugor.
Artens utbredningsområde är Ukraina. Inga underarter finns listade i Catalogue of Life.